# Фосфид германия
Фосфид германия — бинарное неорганическое соединение
германия и фосфора с формулой GeP.

## Получение
- Сплавление стехиометрических количеств германия и фосфора:

{\displaystyle {\mathsf {Ge+P\ {\xrightarrow {T}}\ GeP}}}

## Физические свойства
Фосфид германия образует сплавы с германием и фосфором, поэтому в зависимости от количества исходных компонентов можно получить сплавы любого состава GePx.